# Бомово
Бомово (на македонска литературна норма: Бомово; на албански: Bomova) е село в Северна Македония, в община Дебър

## География
Селото е разположено в областта Горни Дебър в Дебърското поле.

## История
Името вероятно е от лично име. В Слепченския поменик от втората половина на XVI век селото е споменато като Бохма.
В XIX век Бомово е албанско село в Дебърска каза на Османската империя. В „Етнография на вилаетите Адрианопол, Монастир и Салоника“, издадена в Константинопол в 1878 година и отразяваща статистиката на населението от 1873 година, Бомбо е посочено като село с 12 домакинства, като жителите му са 25 албанци мюсюлмани.
Според статистиката на Васил Кънчов („Македония. Етнография и статистика“) в 1900 година Бомо има 120 жители арнаути мохамедани, а в Боново - 140 арнаути мохамедани.
На Етнографската карта на Битолския вилает на Картографския институт в София от 1901 година Бомови е чисто албанско село в Дебърската каза на Дебърския санджак с 8 къщи.
В 1915 година, по време на Първата световна война, селото е анексирано от Царство България. Към 1 март 1916 година Бомово е част от Дебърската градска община на българската Дебърска околия.
В 1940 година Миленко Филипович пише, че православният род Марковци в село Гиновец са бегълци от Бомово.
Според преброяването от 2002 година селото е без жители.
| Националност | Всичко |
| македонци    | 0      |
| албанци      | 0      |
| турци        | 0      |
| роми         | 0      |
| власи        | 0      |
| сърби        | 0      |
| бошняци      | 0      |
| други        | 0      |

## Личности
Починали в Бомово
- Сала Маркя (1789 - 1869), албански революционер, участник в Албанското въстание (1843 – 1844)